# گوشه‌درق
گوشه‌درق یکی از روستاهای استان آذربایجان شرقی است که در دهستان بناب بخش مرکزی شهرستان مرند واقع شده‌است.